# Chiharu Nozaki
Chiharu Nozaki (Japans: 野崎 千春) (Honbetsu (Subprefectuur Tokachi) 12 mei 1973) is een Japans langebaanschaatsster.
In februari 1994 nam Nozaki voor het eerst deel aan het WK allround in Butte, USA.
Nozaki nam deel aan de Olympische winterspelen in Nagano in 1998. Op de 1500 meter eindigde ze als 15e, en op de 3000 meter als 17e.
In 2000 schaatste Nozaki haar laatste internationale grote wedstrijd op het WK allround in Milwaukee, USA.

## Privé
Chiharu Nozaki is de zus van schaatsster Takahiro Nozaki.